# Porpodryas prasinantha
Porpodryas prasinantha är en fjärilsart som beskrevs av Edward Meyrick 1920. Porpodryas prasinantha ingår i släktet Porpodryas och familjen stävmalar. Inga underarter finns listade i Catalogue of Life.